# Dornas
Dornas (okzitanisch Dórna) ist ein Ort und eine aus mehreren Weilern (hameaux) bestehende südfranzösische Gemeinde mit 198 Einwohnern (Stand 1. Januar 2022) im Département Ardèche.

## Lage
Dornas liegt im Zentralmassiv im Regionalen Naturpark Monts d’Ardèche am Flüsschen Dorne in einer Höhe von ca. 635 m ü. d. M. Nächstgrößere Städte sind Valence (ca. 60 km Fahrtstrecke östlich), Le Puy-en-Velay (ca. 71 km nordwestlich) oder Aubenas (ca. 40 km südlich). Das Klima ist gemäßigt; Regen fällt verteilt über das ganze Jahr.

## Bevölkerungsentwicklung
| Jahr                       | 1800 | 1851 | 1901 | 1954 | 1999 | 2014 |
| Einwohner                  | 512  | 922  | 1150 | 973  | 247  | 222  |
| Quellen: Cassini und INSEE |      |      |      |      |      |      |

War vor allem die Seidenherstellung für das Bevölkerungswachstum im 19. Jahrhundert verantwortlich, so ist der kontinuierliche Rückgang der Einwohnerzahlen seit dem Beginn des 20. Jahrhunderts im Wesentlichen auf die Mechanisierung der Landwirtschaft und den damit einhergehenden Verlust an Arbeitsplätzen zurückzuführen. Außerdem haben sich die Bergregionen nahezu überall in Frankreich zugunsten der Tallagen entvölkert.

## Wirtschaft
Traditionell lebte die Bevölkerung von der Viehzucht (Milch, Käse) und von ein wenig Feldbau. Daneben gab es Wassermühlen, die im 19. Jahrhundert auch einige Seidenspinnereien antrieben. Seit den 1970er Jahren spielt der Tourismus in Form der Vermietung von Ferienwohnungen (gîtes) eine bedeutsame Rolle im Wirtschaftsleben der Gemeinde.

## Geschichte
Obwohl die Gegend wahrscheinlich schon von prähistorischen Jägern und Sammlern durchstreift wurde, scheinen die verschiedenen Weiler und Einzelgehöfte erst im Mittelalter entstanden zu sein. Eine Brücke über die Dorne wird im Jahr 1348 erwähnt.

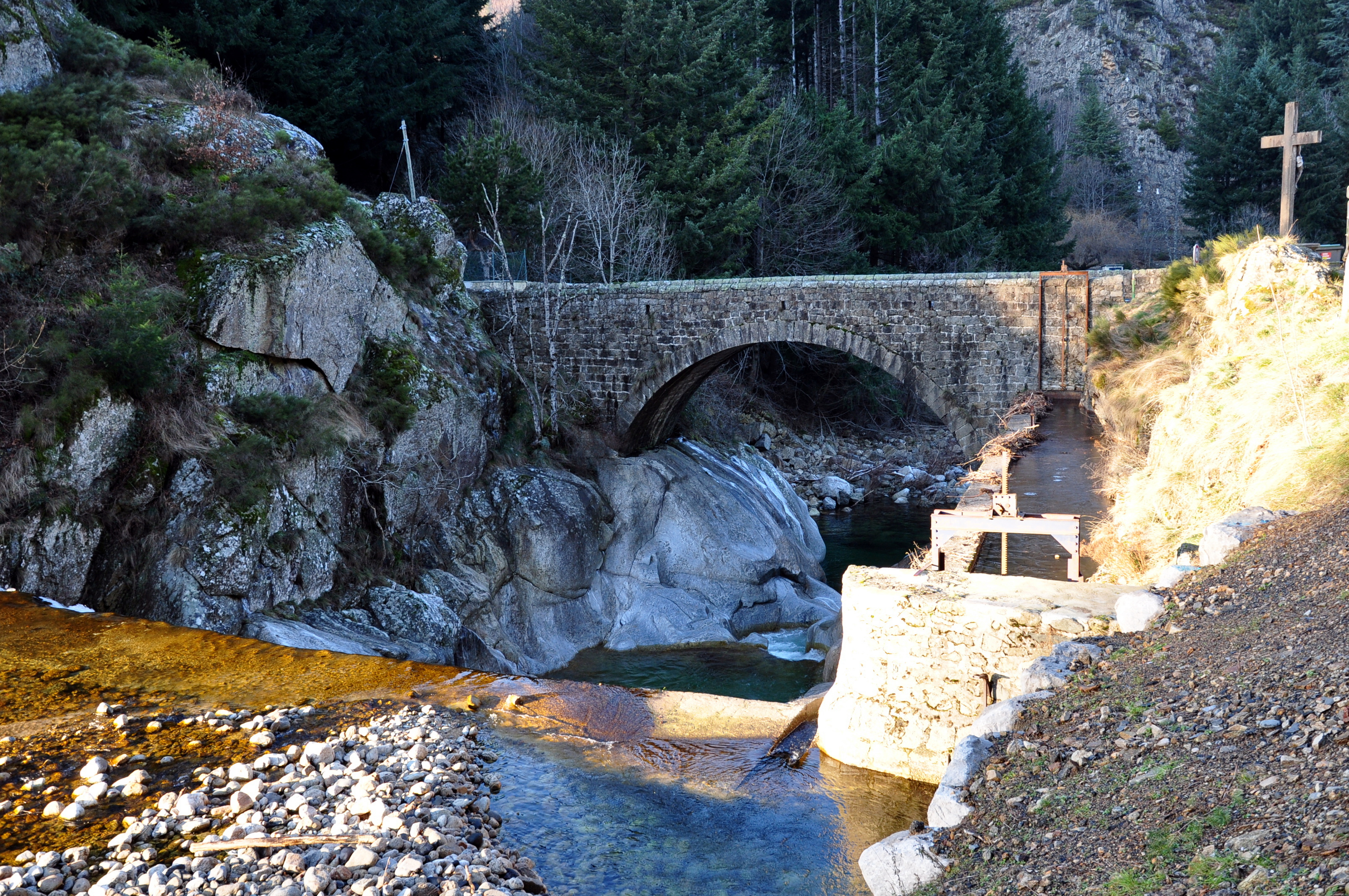
Brücke über die Dorne

## Sehenswürdigkeiten
- Dornas wurde im Jahr 2014 zum schönsten Dorf des Départements gewählt. Viele Häuser zeigen noch ihre aus Bruchsteinen gemauerten Fassaden und Außenwände.
- Die ebenfalls aus Bruchsteinen errichtete Pfarrkirche stammt aus dem 19. Jahrhundert.